# Mickaël Winum
 (avril 2024).
La mise en forme du texte ne suit pas les recommandations de Wikipédia : il faut le « wikifier ».
Les points d'amélioration suivants sont les cas les plus fréquents :
- Les titres sont pré-formatés par le logiciel. Ils ne sont ni en capitales, ni en gras.
- Le texte ne doit pas être écrit en capitales (les noms de famille non plus), ni en gras, ni en italique, ni en « petit »…
- Le gras n'est utilisé que pour surligner le titre de l'article dans l'introduction, une seule fois.
- L'italique est rarement utilisé : mots en langue étrangère, titres d'œuvres, noms de bateaux, etc.
- Les citations ne sont pas en italique mais en corps de texte normal. Elles sont entourées par des guillemets français : « et ».
- Les listes à puces sont à éviter, des paragraphes rédigés étant largement préférés. Les tableaux sont à réserver à la présentation de données structurées (résultats, etc.).
- Les appels de note de bas de page (petits chiffres en exposant, introduits par l'outil «  Source ») sont à placer entre la fin de phrase et le point final[comme ça].
- Les liens internes (vers d'autres articles de Wikipédia) sont à choisir avec parcimonie. Créez des liens vers des articles approfondissant le sujet. Les termes génériques sans rapport avec le sujet sont à éviter, ainsi que les répétitions de liens vers un même terme.
- Les liens externes sont à placer uniquement dans une section « Liens externes », à la fin de l'article. Ces liens sont à choisir avec parcimonie suivant les règles définies. Si un lien sert de source à l'article, son insertion dans le texte est à faire par les notes de bas de page.
- La présentation des références doit suivre les conventions bibliographiques. Il est recommandé d'utiliser les modèles {{Ouvrage}}, {{Chapitre}}, {{Article}}, {{Lien web}} et/ou {{Bibliographie}}. Le mode d'édition visuel peut mettre en forme automatiquement les références.
- Insérer une infobox (cadre d'informations à droite) n'est pas obligatoire pour parachever la mise en page.

Pour une aide détaillée, merci de consulter Aide:Wikification.
Si vous pensez que ces points ont été résolus, vous pouvez retirer ce bandeau et améliorer la mise en forme d'un autre article.
 (avril 2024).
Si vous disposez d'ouvrages ou d'articles de référence ou si vous connaissez des sites web de qualité traitant du thème abordé ici, merci de compléter l'article en donnant les références utiles à sa vérifiabilité et en les liant à la section « Notes et références ».
Mickaël Winum est un acteur français né à Sélestat en Alsace.

## Biographie
Mickaël Winum se forme au Conservatoire de Strasbourg dans la promotion 2012 de Jacques Bachelier.
Il décroche en 2018 le rôle de Dorian Gray dans Le Portrait de Dorian Gray en anglais puis en français dans une mise en scène de Thomas Le Douarec. Cette pièce sera jouée au théâtre du Ranelagh et au théâtre La Bruyère à Paris puis en tournée ainsi qu'au Festival d'Avignon.
Il joue également l’officier Freissler dans Résistance(s) de Jean-Bernard Philippot interprétant son rôle en allemand et en français.
En 2022, il interprète le poète Arthur Rimbaud dans un seul en scène Tête-à-tête avec Rimbaud, spectacle nommé par La Provence dans le top 10 des pièces incontournables du Festival d’Avignon.
En 2023, il décroche le rôle titre dans Héliogabale, l’empereur fou, une pièce d'Alain Pastor, qu’il jouera aux côtés de Geneviève Casile, sociétaire honoraire de la Comédie-Française. Cette pièce retrace le destin du jeune empereur psychopathe dans la décadence et le délire. Créé au Théâtre des Variétés de Monaco, il est programmé au Théâtre des Gémeaux lors du Festival d’Avignon 2024.
Il interprète également le rôle d’un jeune schizophrène dans Caspar, anatomie d'un fou, une pièce écrite par Claude-Alain Planchon et dirigée par Olivier Desbordes.
Mickaël joue Vous n'aurez pas ma haine d'Antoine Leiris (texte publié chez Librairie Arthème Fayard en 2016), la nouvelle création 2025 de L'Avant-Scène productions.
Mickaël se produit au cinéma et à la télévision, notamment dans les films Quand vais-je te revoir de Raphaëlle Jean-Louis présenté au Short corner du Festival de Cannes 2018 et Lukas M. de Lucien Burckel de Tell.

## Filmographie

### Cinéma
- 2018 : Quand vais-je te revoir de Raphaëlle Jean-Louis : Armand
- 2020 : Krank de Caroline Chu : le proxénète
- 2022 : Lukas M. de Lucien Burckel de Tell : Lucien
- 2023 : Social club de Lucie Cottin : Julien
- 2025 : Le commencement de Jean-Christian Lejay : l'enquêteur

### Télévision
2018 : Section de recherches, épisode Avis de tempête de Jean-Marc Thérin : Gilles

## Théâtre
- 2018 : Andromaque de Jean Racine, Compagnie Anastasis, Mois Molière à Versailles, et Festival de FIgeac : Oreste
- 2018 : Le Portrait de Dorian Gray d'Oscar Wilde, mise en scène Thomas Le Douarec, théâtre du Ranelagh, théâtre La Bruyère, Festival d'Avignon : Dorian Gray
- 2021 : Tête-à-tête avec Rimbaud, mise en scène Brigitte Arnaudet, théâtre Le Petit Louvre, Festival d'Avignon : Arthur Rimbaud
- 2022 : Sauvez la du Barry, mise en scène Jacques Connort, tournée : l'avocat
- 2023 : Résistance(s), mise en scène Jean-Bernard Philippot, théâtre de l'Epée de Bois, Vincennes : Freissler
- 2023 : Britannicus de Jean Racine, mise en scène Gary Nadeau, théâtre L'Albatros, Festival d'Avignon : Néron
- 2024 : Caspar 199-19-13 de Claude-Alain Planchon, mise en scène Olivier Desbordes : Caspar
- 2024 : Héliogabale, l'empereur fou de Alain Pastor, mise en scène Pascal Vitiello, Festival d'Avignon : Héliogabale
- 2025 : Vous n'aurez pas ma haine d'Antoine Leiris, mise en scène d'Olivier Desbordes : Antoine